# Långtjärnen (Tåsjö socken, Ångermanland, 715685-148283)
Långtjärnen är en sjö i Strömsunds kommun i Ångermanland och ingår i Ångermanälvens huvudavrinningsområde. Sjön har en area på 0,0476 kvadratkilometer och ligger 404,3 meter över havet.

## Delavrinningsområde
Långtjärnen ingår i det delavrinningsområde (715559-148453) som SMHI kallar för Mynnar i Fjällsjöälven. Medelhöjden är 395 meter över havet och ytan är 10,31 kvadratkilometer. Det finns inga avrinningsområden uppströms utan avrinningsområdet är högsta punkten. Vattendraget som avvattnar avrinningsområdet har biflödesordning 3, vilket innebär att vattnet flödar genom totalt 3 vattendrag innan det når havet efter 242 kilometer. Avrinningsområdet består mestadels av skog (82 procent) och sankmarker (11 procent). Avrinningsområdet har 0,12 kvadratkilometer vattenytor vilket ger det en sjöprocent på 1,1 procent.